# 테드 프라이어
테드 프라이어(Ted Prior, 1959년 8월 9일 ~ )는 미국의 배우, 영화 제작자, 스턴트 배우, 모델이다.
뉴어크에서 태어났다.

## 영화
- 인간 사냥 게임 (2013년) - 마이크 댄턴 역
- 로스트 앳 워 (2007년)
- 좀비 워 (2006년)
- 호스타일 인바이어런먼트 (1998년)
- 데드 바이 돈 (1998년) - 돈 역
- 데이 오브 더 워리어 (1996년)
- 바이오 포스 (1995년)
- 블랙 써클 (1994, Felony)
- 다크 나이트 (1994년)
- 살인 누명 (1994년)
- 더블 쓰렛 (1993년)
- 무장 침입 (1992년)
- 함정 수사 (1992년)
- 로스트 플래툰 (1991년)
- 살인 추적 25시 (1991년)
- 죽음의 동행자 (1991년)
- 설원의 추적 (1991년)
- 퓨쳐 포스 2 - 살인 지역 (1990년)
- 페인트 건 (1990년)
- 정글 어솔트 (1989년)
- 헬 온 더 배틀그라운드 (1989년)
- 오퍼레이션 워존 (1988년)
- 악령의 베트남 (1988년)
- 가라데 투사 2 (1988년)
- 데들리 프레이 (1987년)
- 킬러 워크아웃 (1986년)
- 킬존 (1985년)
- 슬래제머 (1983년)